# Gare de Matapédia
Pour les articles homonymes, voir Matapédia.
La  gare de Matapédia est une gare ferroviaire canadienne. Elle est située sur le territoire de la Municipalité de Matapédia, dans la municipalité régionale de comté d'Avignon sur la péninsule de la Gaspésie au Québec.
C'est une gare voyageurs, sans personnel, Via Rail Canada desservie par le train L'Océan et  le Train Montréal-Gaspé.

## Histoire
Le bâtiment voyageurs est construit par le Chemin de fer Intercolonial en 1903.
En 1950 une annexe y est ajoutée.

## Service des voyageurs

### Accueil
Gare Via Rail Canada, elle dispose d'un bâtiment voyageurs, ouvert uniquement lors de l'arrêt des trains, 45 minutes avant l'arrivée et 30 minutes après le départ. Il n'y a pas de guichet mais il est possible d'y obtenir des billets électroniques réservés en ligne ou par téléphone. Elle est équipée d'une salle d'attente et de toilettes. Si les quais sont accessibles, il n'y a pas d'équipement pour permettre la montée ou la descente des trains pour les personnes à mobilité réduite.

### Desserte
Matapédia est desservie par le train L'Océan et  le Train Montréal-Gaspé.

### Intermodalité
Un parking pour les véhicules y est aménagé.

## Patrimoine ferroviaire
Le bâtiment voyageurs de 1903, bénéficie de la loi sur la protection des gares ferroviaires patrimoniales depuis sa reconnaissance du 1er juin 1994.